# 硝酸菌
硝酸菌（しょうさんきん、英: Nitrate bacteria）は、亜硝酸を硝酸に酸化することで得られるエネルギー（下記）を用いて炭素固定を行う細菌の一群である。亜硝酸酸化細菌とも呼称される。
土壌中や海洋に広く生息し、Nitrobacter 属、Nitrococcus 属などが含まれる。亜硝酸菌とともに硝化作用を通して自然界の窒素循環に寄与している。反応式は以下の通りである。
NO2- + 1/2 O2 = NO3-, -⊿G = 18 kcal